# Arkaea
Arkaea foi banda americana de metalcore formada em 2008, com membros da Fear Factory e Threat Signal.

## Membros
- Jon Howard - vocais
- Christian Olde Wolbers - guitarra

Ex-membros
- Pat Kavanagh - baixo
- Raymond Herrera -bateria

## Discografia

### Álbuns de estúdio
- Years in the Darkness (2009)[1]